# Національний ботанічний сад Грузії

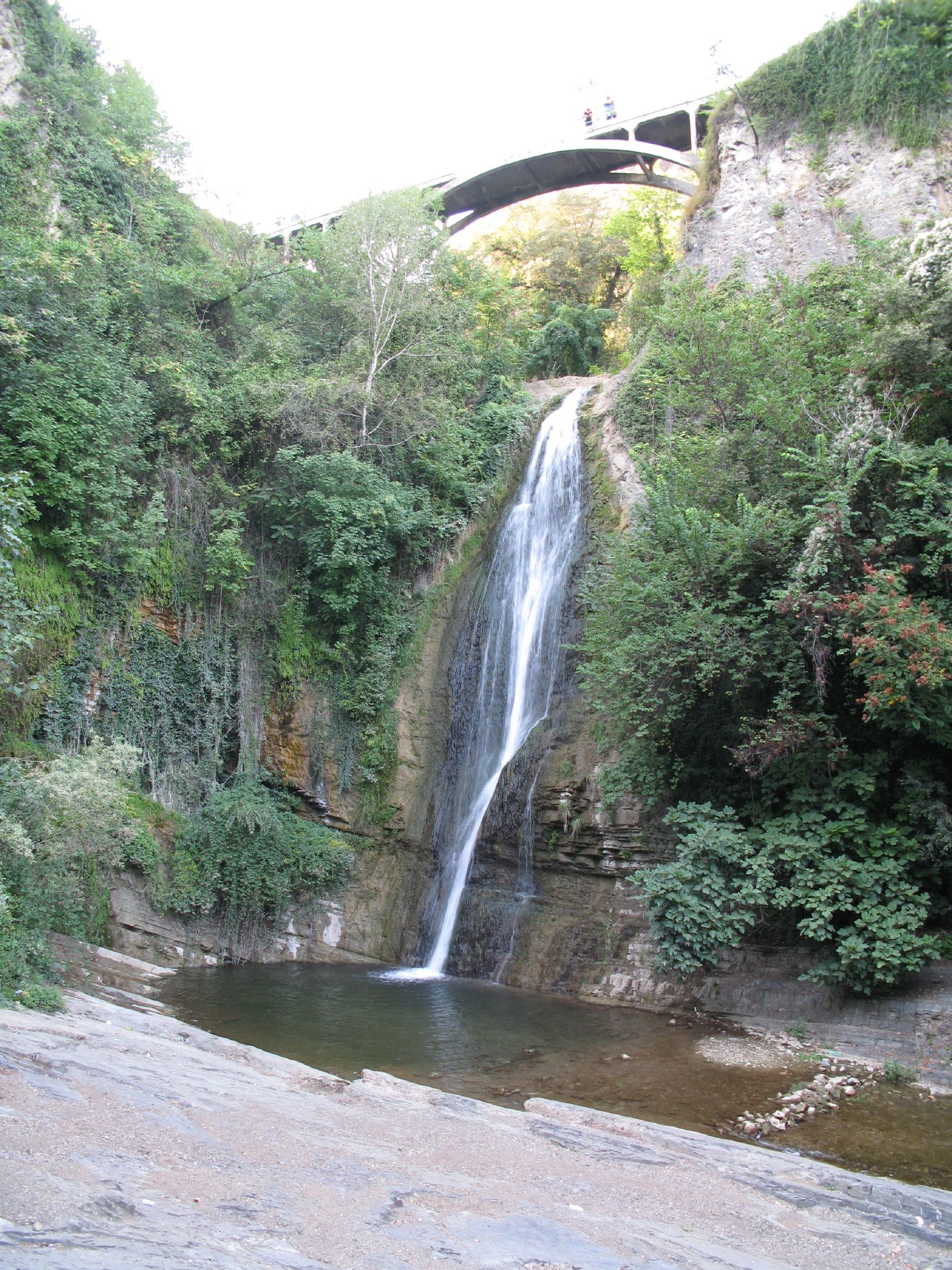
Арочний міст над водоспадом у Національному ботанічному саду Грузії, який був збудований у 1914 році

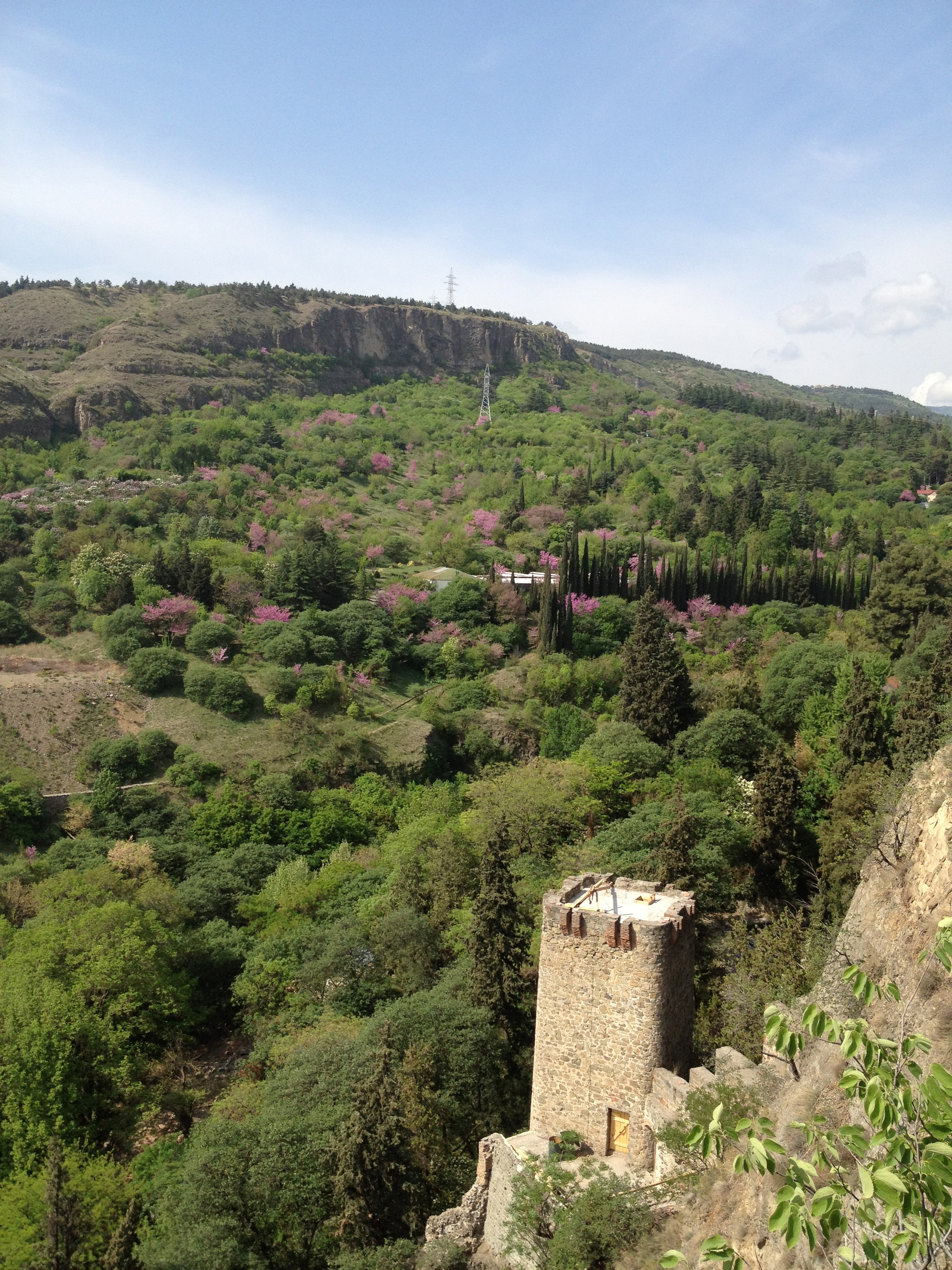
Національний ботанічний сад Грузії і руїни Нарікала

 Національний ботанічний сад Грузії  (груз. საქართველოს ეროვნული ბოტანიკური ბაღი ) — ботанічний сад у місті Тбілісі (Грузія).  Раніше мав назву Тбіліський ботанічний сад (груз. თბილისის ბოტანიკური ბაღი).
Найбільший ботанічний сад на Південному Кавказі, його площа 161 га.  Знаходиться у веденні  Грузинської національної академії наук

## Історія
Історія саду охоплює більше трьох століть. Вперше царський сад був описаний у 1671 році французьким мандрівником Жаном Шарденом, але, як вважають, він був заснований ще у 1625 році. Під час перського вторгнення в 1795 році сад був розграбований, відновлений на початку XIX століття. Колекція саду включала декоративні та лікарські рослини. У 1845 році замість царського саду офіційно створений Тифліській ботанічний сад.
Відповідно до вказівок німецького ботаніка та ландшафтного архітектора Генріха Шаррера сад був значно розширений між 1861 і 1889 роками. У 1870 році були збудовані перші теплиці, одна для тропічних рослин, друга — для субтропичних. У 1886 році Шаррер побудував музей ботаніки. У першому каталозі ботанічного саду міститься 457 видів дерев і трав'янистих рослин.
Після Жовтневого перевороту ботанічний сад був закритий через брак грошей. Після 1945 року почалися роботи по відновленню саду.

## Опис
Ботанічний сад розташований в південній частині міста Тбілісі, біля підніжжя фортеці Нарікала. Розміщується на схилах хребта Сололакі на висоті 417-714 метрів над рівнем моря в місці, де річка Цавкісісцкалі утворює водоспад. 
Колекція ботанічного саду включає більше 4500 видів і таксонів флори Кавказу, Середземномор'я, Європи, Східної Азії і Північної Америки. Серед них більше 1000 видів дерев і чагарників; 500 видів і сортів трав'янистих рослин відкритого ґрунту; більше 700 видів тропічних і субтропічних рослин в оранжереях.
У саду також збереглися фрагменти природної рослинності, характерної для Східної Грузії. У ботанічному саду росте близько 270 видів рідкісних і зникаючих рослин Кавказу, у тому числі занесені до Червоної книги Acer ibericum, Amygdalus georgica, Astragalus caucasicus, Celtis caucasica, Celtis glabrata.
Середньорічна температура повітря на території саду становить 17°C, абсолютний мінімум температури -17°C, абсолютний максимум становить 39°C. Середньорічна кількість опадів становить 518 мм, відносна річна вологість повітря сягає 77%.

## Галерея

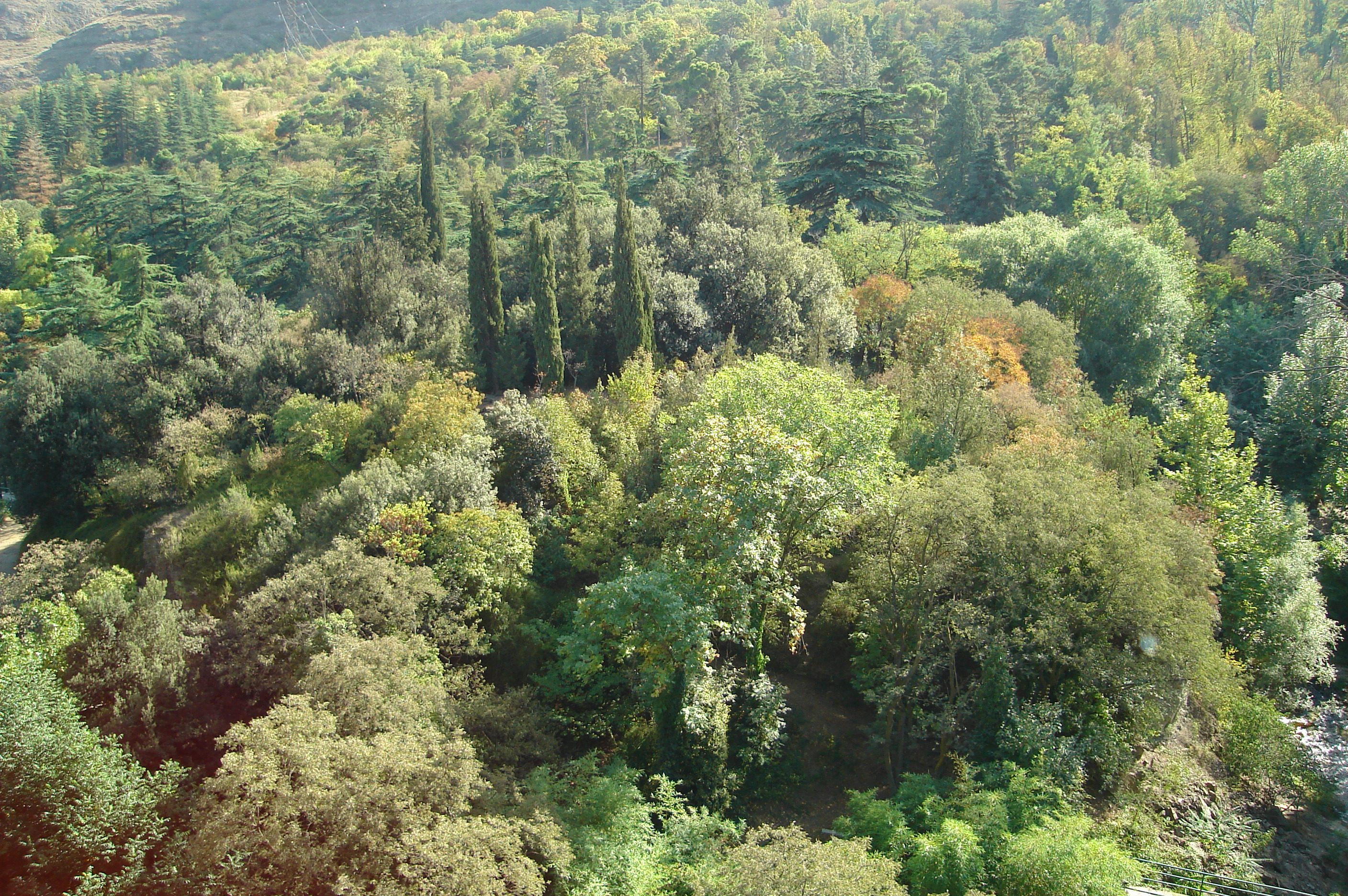
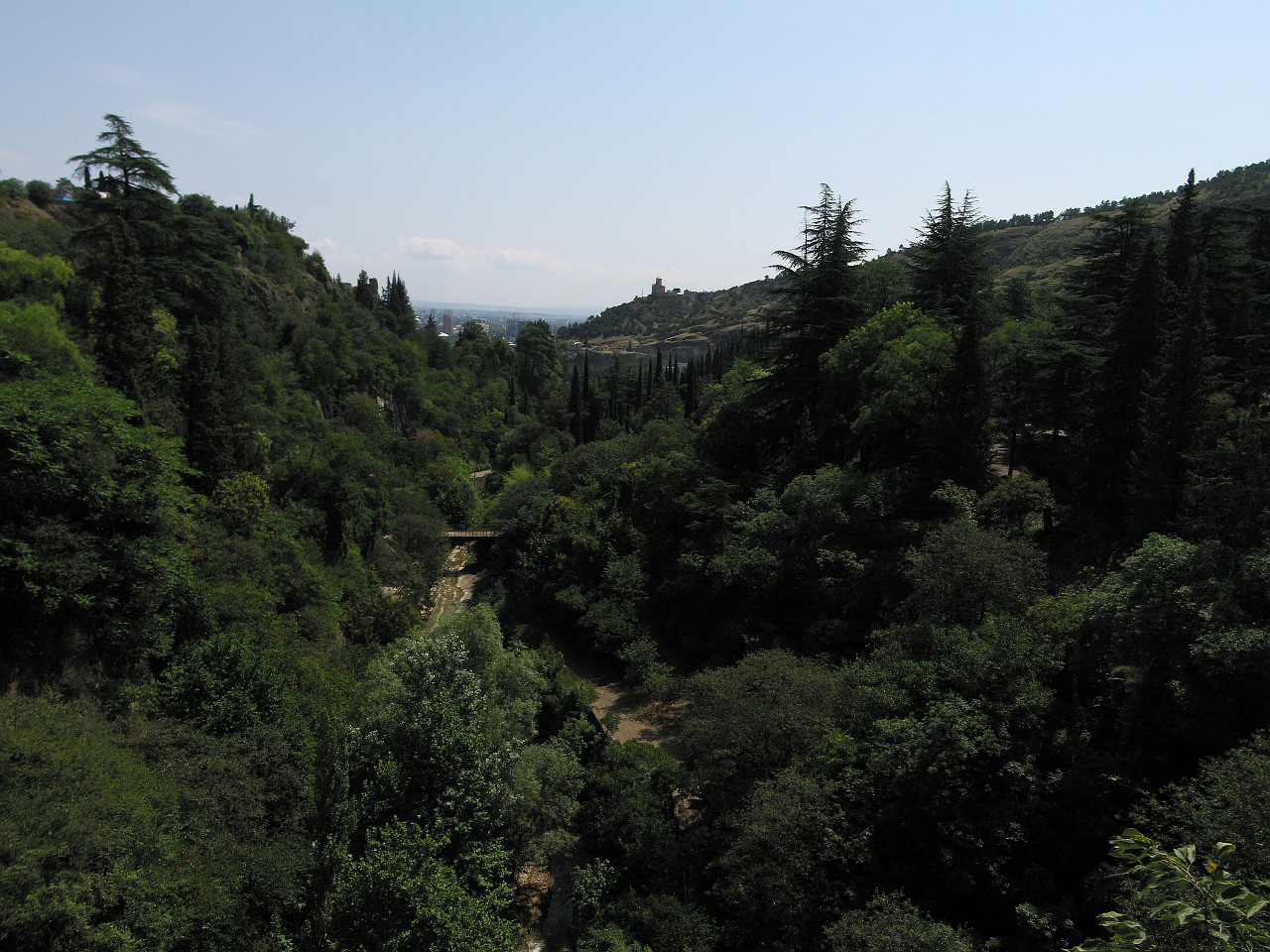
Національний ботанічний сад Грузії
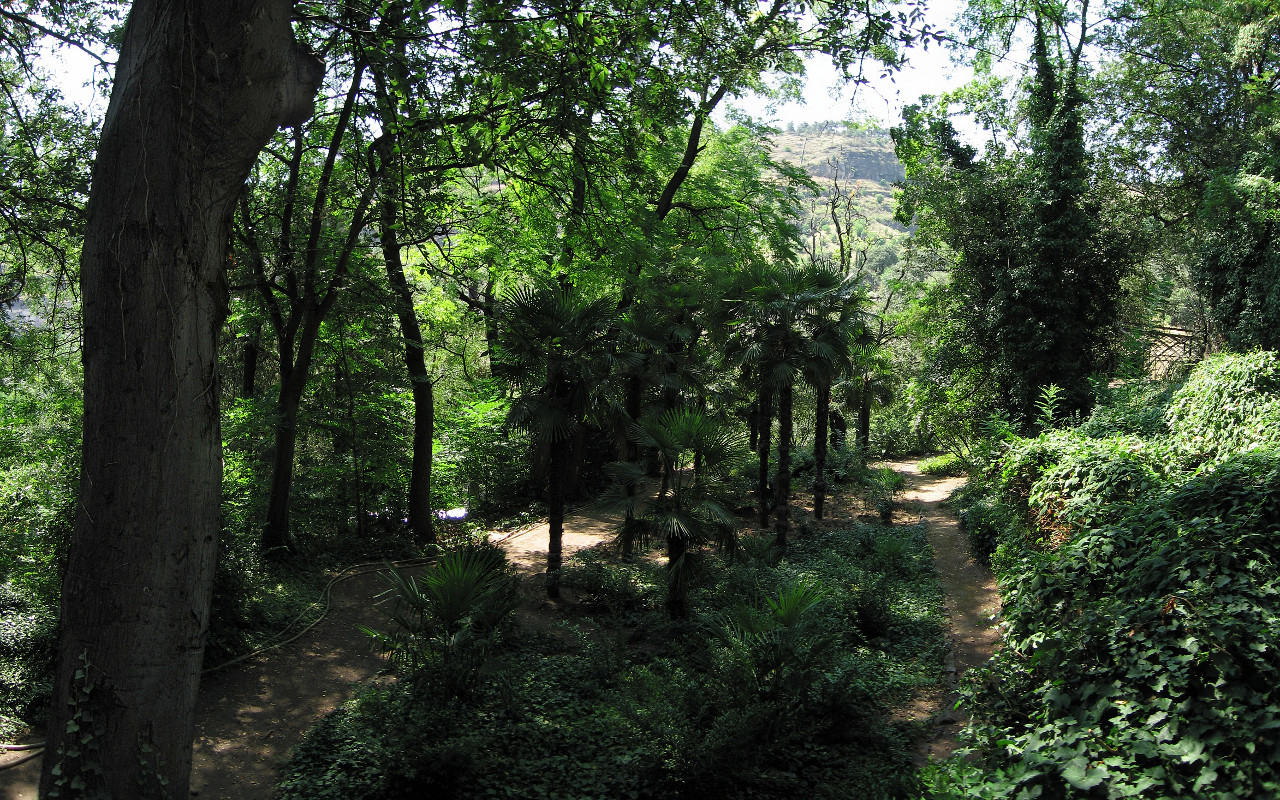
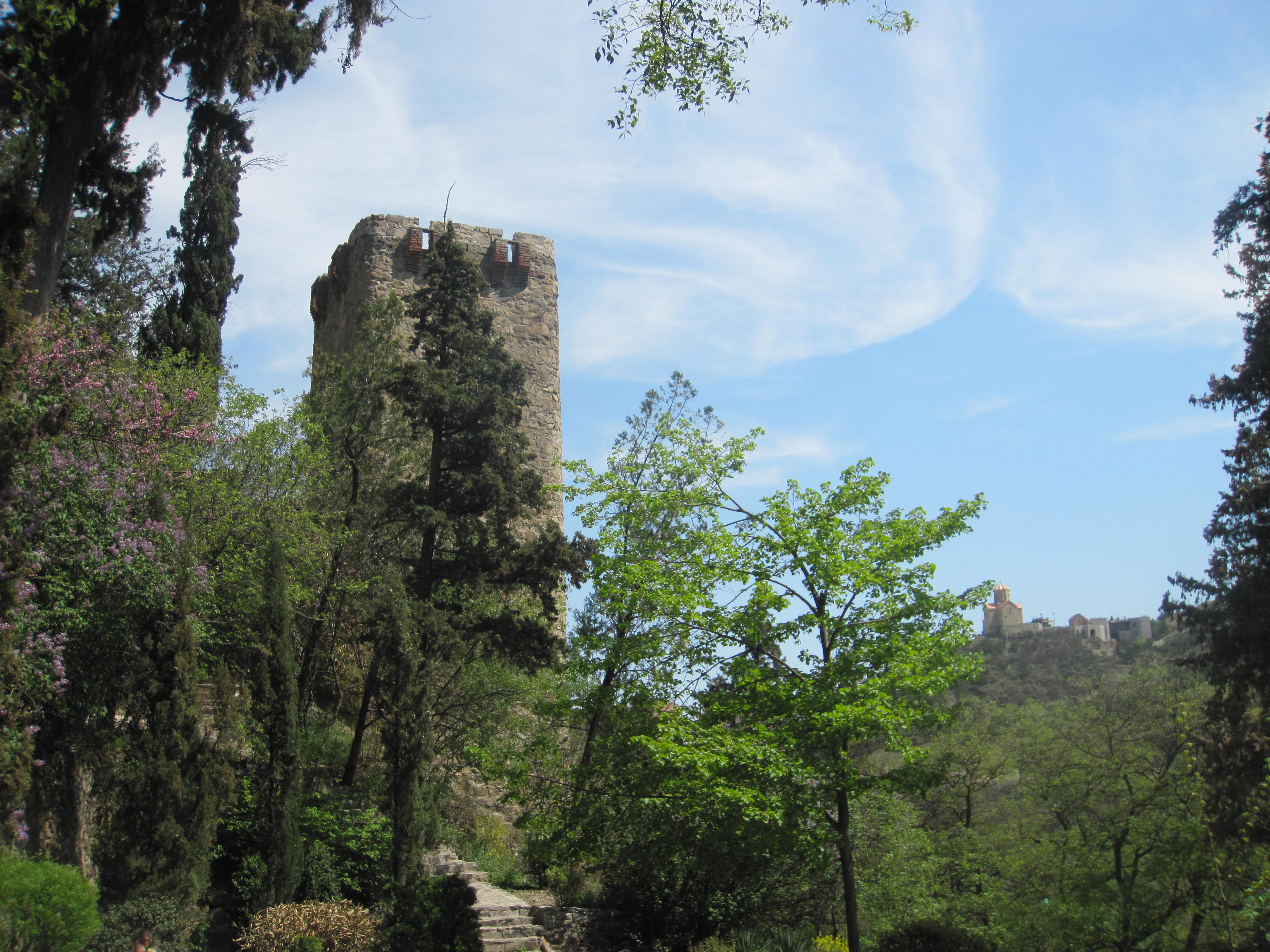
Квітучі тюльпани